# 印度共产主义者和民主社会主义者联盟
印度共产主义者和民主社会主义者联盟（英語：Confederation of Indian Communists and Democratic Socialists，缩写为CICDS）是印度的一个已不存在的政党联盟，成立于2002年。该联盟由亲印度国民大会党的共产主义政党和社会民主主义政党组成。这些政党反对印度的主要左翼政党，如印度共产党（马克思主义）和印度共产党。

## 成员党
- 印度联合共产党
- 共产主义马克思主义党 (约翰)
- 民主社会主义党（英语：Party of Democratic Socialism (India)）
- 印度共产主义革命联盟
- 印度人民革命党
- 特里普拉共和纲领（英语：Tripura Ganatantrik Manch）
- 人民民主阵线（英语：Janganotantrik Morcha）
- 马克思主义纲领
- 奥里萨共产党
- 革命共产党
- 民族主义共产党
- 中央邦农工阿迪瓦西革命党（英语：Madhya Pradesh Kisan Mazdoor Adivasi Kranti Dal）
- 共产主义马克思主义党
- 革命马克思主义者共产党
- 红旗党
- 旁遮普共产主义马克思主义党